# Javier Collado
Javier Collado Goyanes es un actor español, hijo único del productor y director de teatro  Manuel Collado y de la actriz María José Goyanes y sobrino de la fallecidas actrices Concha y Mara Goyanes. Su papel más conocido es el de Héctor Perea, el excomisario de policía y detective privado en la serie española Amar en tiempos revueltos y su secuela Amar es para siempre.

## Biografía
Javier Collado, de orígenes familiares cinematográficos, comenzó su trayectoria artística a los 20 años, con la Compañía Nacional de Teatro Clásico, realizando la obra La estrella de Sevilla, dirigida por Miguel Narros. En los dos años siguientes, realizó dos obras muy importantes, como Don Juan Tenorio y Cyrano de Bergerac. Tras una trayectoria creciente en la televisión, protagonizó un papel en la serie El comisario, y otro en Cuéntame cómo pasó. 
Su gran oportunidad televisiva llegó en el año 2008, cuando RTVE le ofreció un papel en la cuarta temporada de la principal serie de la sobremesa de la televisión pública, Amar en tiempos revueltos, el del inspector de policía Héctor Perea, un hombre algo temperamental, pero con gran fondo y humanidad. Su personaje contrajo matrimonio con Teresa, papel realizado por Carlota Olcina, y tuvo un gran éxito, continuando en la quinta temporada. Al final de la citada temporada, dejó la serie.
Previamente, dio vida a Jesús en la popular serie Sin tetas no hay paraíso. En esa última serie, Collado utilizó el nombre de Javier Collado- Goyanes. En 2011, participó en un capítulo de la serie Los misterios de Laura y volvió a ser Héctor Perea en el especial de Amar en tiempos revueltos llamado La muerte a escena, y regresó definitivamente a la serie en la séptima temporada, con una trama completamente diferente, habiendo firmado la separación con su esposa, y comenzando una relación con el personaje de Nadia de Santiago, Asunción Muñoz.
Javier Collado continuó con el personaje de Héctor Perea Martínez en Amar es para siempre, la continuación de Amar en tiempos revueltos en la cadena Antena 3 durante sus dos primeras temporadas y comienzos de la tercera (en total ha estado interpretando el personaje de Héctor durante 6 años y 6 temporadas entre los dos seriales) cuando por decisión de la productora su personaje abandonó la serie en octubre de 2014.
Además, escribió y dirigió junto a Alma García, la obra Non confeso que presentó en el XI Encontro Artes pola Integración que se realiza en La Coruña y que busca romper las barreras entre artistas y personas con y sin diversidad funcional.

## Filmografía

### Televisión

#### Series
| Año                      | Título                    | Personaje             | Cadena    | Notas         |
| ------------------------ | ------------------------- | --------------------- | --------- | ------------- |
| 2000                     | Antivicio                 |                       | Antena 3  | 1 episodio    |
| 2000                     | El grupo                  |                       | Telecinco | 1 episodio    |
| 2000                     | El comisario              |                       | Telecinco | 1 episodio    |
| 2001                     | Ciudad Sur                |                       | Antena 3  | 1 episodio    |
| 2001                     | Mi teniente               |                       | La 1      | 1 episodio    |
| 2002                     | Cuéntame cómo pasó        | Chico 2               | La 1      | 1 episodio    |
| 2006                     | Amar en tiempos revueltos | Compañero de Marcos   | La 1      |               |
| 2007 - 2008              | Sin tetas no hay paraíso  | Jesús Marcos          | Telecinco | 14 episodios  |
| 2008                     | Cuéntame cómo pasó        | Periodista            | La 1      | 1 episodio    |
| 2008 - 2010; 2011 - 2012 | Amar en tiempos revueltos | Héctor Perea Martínez | La 1      | 773 episodios |
| 2009                     | Yo soy Bea                |                       | Telecinco | 1 episodio    |
| 2009                     | La que se avecina         |                       | Telecinco | 1 episodio    |
| 2011                     | Los misterios de Laura    | Máximo Madrigal       | La 1      | 1 episodio    |
| 2013 - 2014              | Amar es para siempre      | Héctor Perea Martínez | Antena 3  | 445 episodios |
| 2016 - 2017              | El Ministerio del Tiempo  | Hombre del tiempo     | La 1      | 3 episodios   |
| 2018                     | Más de 100 mentiras       | Francisco             | Flooxer   | 6 episodios   |
| 2019                     | Hospital Valle Norte      | Diego Estrada         | La 1      | 1 episodio    |
| 2019                     | Los nuestros 2            | Manuel                | Telecinco | 1 episodio    |
| 2020                     | HIT                       | Fernando Ariño        | La 1      | 5 episodios   |
| 2022                     | Heridas                   | Lucho Valdivia        | Antena 3  | 13 episodios  |
| 2023                     | La promesa                | Fernando de Luján     | La 1      | 49 episodios  |

#### TV Movies
| Año  | Título                                        | Personaje                  | Canal |
| ---- | --------------------------------------------- | -------------------------- | ----- |
| 2010 | Amar en tiempos revueltos: Alta traición      | Héctor Perea Martínez      | La 1  |
| 2011 | Amar en tiempos revueltos: La muerte a escena | Héctor Perea Martínez      | La 1  |
| 2011 | La Duquesa II                                 | Cayetano Martínez de Irujo | La 1  |

### Largometrajes
- Cómo un relámpago, reparto. Dir. Miguel Hermoso (1996)
- El chocolate del loro, como Juan Carlos Villoslada. Dir. Ernesto Martín (2004)
- Que parezca un accidente, reparto. Dir. Gerardo Herrero (2008)

### Cortometrajes
- La presentadora, como novio argentino. Dir. Alberto Pascual Otero (2009)
- Vírgenes. Dir. Asier Aizpuru (2014)

### Teatro
- La Estrella de Sevilla. Dir. M. Narros. (1996)
- Don Juan Tenorio. Dir. G. Pérez Puig. (1997)
- Cyrano de Bergerac. Dir. G. Pérez Puig. (1998)
- Eso a un hijo no se le hace Dir. Tamzin Townsend. (2000)
- Historia de un caballo Dir. Salvador Collado. (2002)
- Cosas de mamá Dir. Antonio Corenza. (2005)
- Deseo bajo los olmos Dir. Paco Suárez. (2006)
- El lindo Don Diego Dir. Denis Rafter. (2005 - 2007)
- Calígula. Dir Joaquín Vida. (2012-2014)
- La puta enamorada, como Lucio; de Chema Cardeña. Dir. Jesús Castejón (2014-2015)
- Mujeres y criados, como Claridán; de Lope de Vega. Dir. Laurence Boswell y Rodrigo Arribas (2015)
- Don Juan en Alcalá. Dir. Tim Hoare y Rodrigo Arribas (2016)
- El castigo sin venganza. Dir. Helena Pimenta (2018)